# Теодульф
Теоду́льф (лат. Theodulfus Aurelianensis; 750/760—821, Ле-Ман или Анжер) — поэт эпохи Карла Великого, епископ Орлеана, аббат Флёри. Член Палатинской академии. По происхождению Теодульф был вестготом.

## Биография
Теодульф пришёл к Карлу из Испании или из Септимании. Карл обратил внимание на всестороннюю образованность Теодульфа (в одном из своих стихотворений, De libris, quos legere solebam, он перечисляет своих любимцев — языческих философов и христианских писателей). Приблизив Теодульфа к себе, Карл назначил его в 788 году епископом Орлеанским и аббатом флёрийским, потом эньянским. Его просветительная деятельность в духе Карла Великого снискала ему всеобщее уважение и признательность Карла.
Теодульф распространял образование среди духовенства и народа, предписывая духовенству устраивать в деревнях школы, где дети должны были обучаться безвозмездно. Ему поручалась ревизия областного управления в качестве missus dominicus. В 800 году Карл призвал его в Рим для разбора дела папы Льва III. Теодульф был одним из первых советников Карла по делам церкви, принимал участие в споре об исхождении Святого Духа, собрал в своём сочинении «De Spiritu Sancto» материал для решения этого вопроса. Он пользовался сначала большим уважением и Людовика Благочестивого, но в 817 год его обвинили на Ахенском соборе в сношениях с Бернардом, итальянским королём, лишили сана и сослали в монастырь в Анжере. Виновность свою Теодульф до конца жизни отрицал. Получив прощение в 821 году, Теодульф отправился в Орлеан, но по дороге умер.

## Творчество
Он обладал несомненным поэтическим талантом, живостью воображения, оригинальностью тона, метким и красивым языком. Его стихи дают много живых и поэтических картин. Почти все они состоят из двустиший, иногда греша против правил версификации. Самое важное его стихотворение, результат его деятельности как посланца королевского — поэма в 956 стихов, заключающая в себе увещание судьям добросовестно исполнять свои обязанности («Paraenesis ad judices», или «Versus contra judices»). В этой поэме описываются злоупотребления, от которых судьи должны воздерживаться, и нарисована яркая картина нравов того времени. Привлекательная сторона поэмы — «господствующая в ней мягкость чувств» (Гизо). Важное значение имеют и послания Теодульфа, особенно послание к Карлу Великому, где живо и остроумно изображается общество при дворе Карла. Стихотворение «Гимн на неделю Ваий» было написано Теодульфом, когда он содержался под стражей в Анжерском монастыре. В поэме «Семь свободных искусств» Теодульф знакомит нас с методом тогдашнего преподавания наук и знаниями, составлявшим цикл свободных искусств. От Теодульфа сохранилось более 70 стихотворений, два богословских трактата и несколько проповедей.
Также существует мнение о том, что Теодульф был автором Каролингских книг (лат. Libri Carolini), сборника опровержений актов VII Вселенского Собора.